# بحيرة إيجيرفي (سواموسلما)
إيجيرفي (سواموسلما) هي بحيرة صغيرة تقع في شمال فنلندا.البحيرة تنتمي إلى منطقة مستجمعات المياه الرئيسي أولويوكي. حيث يقع جزء منها في منطقة كاينو والجزء الآخر في منطقة بوهيانما الشمالية. تقع البحيرة في حدود منطقة حصه وهي منطقة حماية الطبيعة.